# Liste des intercommunalités d'Indre-et-Loire
Au 1er janvier 2020, le département d'Indre-et-Loire compte 11 établissements publics de coopération intercommunale à fiscalité propre dont le siège est dans le département (une métropole et 10 communautés de communes). 

## Description

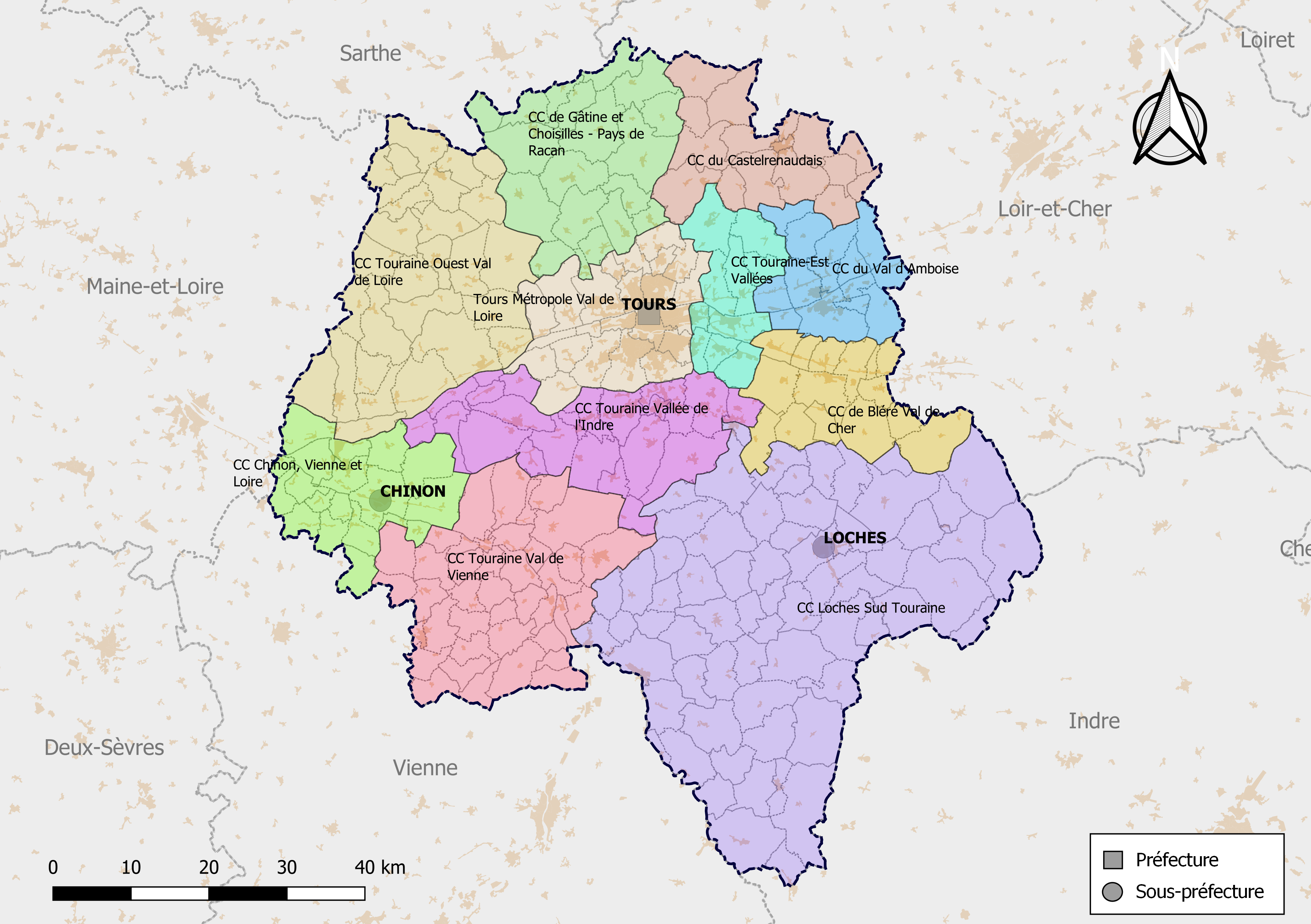
Carte des EPCI d'Indre-et-Loire au 1er janvier 2019.

Sur les 19 communautés de communes existant en Indre-et-Loire au 31 décembre 2016, quatre d'entre elles restent inchangées au 1er janvier 2017. Les quinze autres se regroupent pour former six nouvelles communautés de communes selon les dispositions de la loi portant nouvelle organisation territoriale de la République.
Ainsi, toutes les communes d’Indre-et-Loire font partie de l’une des onze structures intercommunales du département au 21 mars 2017 :
- 1 métropole, Tours Métropole Val de Loire, créée le 21 mars 2017 en remplacement du statut de communauté urbaine[1].
- 10 communautés de communes

| | Liste des intercommunalités (au 21 mars 2017) |
| - Tours Métropole Val de Loire - Communauté de communes de Bléré Val de Cher - Communauté de communes du Castelrenaudais - Communauté de communes Chinon, Vienne et Loire - Communauté de communes de Gâtine et Choisilles - Pays de Racan - Communauté de communes Loches Sud Touraine - Communauté de communes Touraine-Est Vallées - Communauté de communes Touraine Ouest Val de Loire - Communauté de communes Touraine Val de Vienne - Communauté de communes Touraine Vallée de l'Indre - Communauté de communes du Val d'Amboise |                                               |

## Historique du découpage intercommunal

### 1990-1999
- Le 26 novembre 1993, la Communauté de communes de la Rive gauche de la Vienne a été créée.
- Le 29 décembre 1995, la Communauté de communes Loches Développement a été créée.
- Le 10 juin 1996, la Communauté de communes du Castelrenaudais a été créée.
- Le 23 décembre 1997, la Communauté de communes Touraine Nord-Ouest a été créée.
- Le 30 décembre 1998, les communautés de communes du Val d'Amboise,  des Deux Rives ont été créées.
- Le 1er janvier 1999, la Communauté de communes du Pays de Richelieu a été créée.
- Le 9 décembre 1999, la Communauté de communes de Gâtine et Choisilles a été créée.
- Le 14 décembre 1999, la Communauté de communes de l'Est Tourangeau a été créée.
- Le 30 décembre 1999, la Communauté d’agglomération Tour(s)plus est créée.

### 2000-2009
- Le 1er décembre 2000, la Communauté de communes de la Confluence a été créée.
- Le 13 décembre 2000, les communautés de communes de Montrésor, du Véron, de Bléré Val de Cher ont été créées.
- Le 14 décembre 2000, la Communauté de communes de la Touraine du Sud a été créée.
- Le 15 décembre 2000, la Communauté de communes du Vouvrillon a été créée.
- Le 20 décembre 2000, la Communauté de communes du Val de l'Indre a été créée.
- Le 1er janvier 2001, la Communauté de communes du Pays d'Azay-le-Rideau a été créée.
- Le 1er janvier 2001, les communes de Luynes, La Membrolle-sur-Choisille, Mettray, Saint-Étienne-de-Chigny et Saint-Genouph, jusqu’alors membres d’aucune intercommunalité, rejoignent la Communauté d’agglomération Tour(s)plus.
- Le 29 novembre 2001, la Communauté de communes du Pays de Bourgueil a été créée.
- Le 14 décembre 2001, les communautés de communes Pays de Racan, du Grand Ligueillois, et de Rivière-Chinon-Saint-Benoît-la-Forêt ont été créées.
- Le 24 décembre 2001, la Communauté de communes du Val d'Amboise a été créée.
- Le 13 décembre 2002, les communautés de communes du Bouchardais, et de Sainte-Maure-de-Touraine ont été créées.
- Le 1er janvier 2005, la commune de Pernay, jusqu’alors membre d’aucune intercommunalité, a rejoint la Communauté de communes de Gâtine et Choisilles.
- Le 1er janvier 2006, la commune de La Guerche, jusqu’alors membre d’aucune intercommunalité, a rejoint la Communauté de communes de la Touraine du Sud
- Le 16 mars 2009, la Communauté de communes de la Confluence a été dissoute.

### 2010-2019
- Le 1er janvier 2010, les communes de l’ancienne Communauté de communes de la Confluence ont rejoint la Communauté d’agglomération Tour(s)plus.
- Le 1er janvier 2014, la commune de Céré-la-Ronde, jusqu’alors membre d’aucune intercommunalité, a rejoint la Communauté de communes de Bléré Val de Cher.
- Le 1er janvier 2014, les communes de Chanceaux-sur-Choisille, Parçay-Meslay et Rochecorbon, issues de la Communauté de communes du Vouvrillon, ont rejoint la Communauté d’agglomération Tour(s)plus.
- Le 1er janvier 2014, la Communauté de communes des Deux Rives est dissoute, et ses membres ont rejoint la Communauté de communes du Val d'Amboise.
- Le 1er janvier 2014, la Communauté de communes Chinon, Vienne et Loire a été créée, par regroupement des communes des anciennes communautés de communes de la Rive gauche de la Vienne, de Rivière-Chinon-Saint-Benoît-la-Forêt, et du Véron.
- Le 1er janvier 2017, la Communauté de communes Touraine Val de Vienne a été créée, par regroupement des communes des anciennes communautés de communes du Bouchardais (à l’exception des communes de Anché et Cravant-les-Côteaux qui ont rejoint la Communauté de communes Chinon, Vienne et Loire), de Richelieu et de Sainte-Maure-de-Touraine (à l’exception des communes de Sainte-Catherine-de-Fierbois et Villeperdue, qui ont rejoint la Communauté de communes Touraine Vallée de l'Indre).
- Le 1er janvier 2017, la Communauté de communes Touraine-Est Vallées a été créée, par regroupement des communes des anciennes communautés de communes de l’Est Tourangeau et du Vouvrillon.
- Le 1er janvier 2017, la Communauté de communes Gâtine et Choisilles - Pays de Racan a été créée, par regroupement des communes des anciennes communautés de commune de Gâtine et Choisilles, et Pays de Racan.
- Le 1er janvier 2017, la Communauté de communes Loches Sud Touraine a été créée, par regroupement des communes des anciennes communautés de communes du Grand Ligueillois, de Montrésor, Loches Développement, et de la Touraine du Sud.
- Le 1er janvier 2017, la Communauté de communes Touraine Vallée de l'Indre a été créée, par regroupement des communes des anciennes communautés de communes du Pays d'Azay-le-Rideau, du Val de l'Indre, et 2 communes issues de celle de Sainte-Maure-de-Touraine.
- Le 1er janvier 2017, la Communauté de communes Touraine Ouest Val de Loire a été créée, par regroupement des communes des anciennes communautés de communes du Pays de Bourgueil, et Touraine Nord-Ouest.
- Le 1er janvier 2017, la Communauté d’agglomération Tour(s)plus est devenue une communauté urbaine, puis une métropole le 21 mars 2017.
- Le 1er janvier 2018, la commune de Chouzé-sur-Loire quitte la Communauté de communes Touraine Ouest Val de Loire et rejoint la Communauté de communes Chinon, Vienne et Loire.

## Liste des intercommunalités d'Indre-et-Loire

### Intercommunalités actuelles
Au 1er janvier 2018, le département d'Indre-et-Loire compte 11 établissements publics de coopération intercommunale à fiscalité propre dont le siège est dans le département (une métropole et 10 communautés de communes). 
| Forme juridique        | Nom                                        | no SIREN  | Date de création | Nombre de communes | Population (der. pop. légale) | Superficie (km2) | Densité (hab./km2) | Siège                   | Président         |
| ---------------------- | ------------------------------------------ | --------- | ---------------- | ------------------ | ----------------------------- | ---------------- | ------------------ | ----------------------- | ----------------- |
| Métropole              | Tours Métropole Val de Loire               | 243700754 | 20 mars 2017     | 22                 | 297 273 (2021)                | 389,20           | 764                | Tours                   | Wilfried SCHWARTZ |
| Communauté de communes | CC Loches Sud Touraine                     | 200071587 | 1er janvier 2017 | 67                 | 50 640 (2021)                 | 1 809,50         | 28                 | Loches                  | Gérard Henault    |
| Communauté de communes | CC Touraine Vallée de l'Indre              | 200072650 | 1er janvier 2017 | 22                 | 54 026 (2021)                 | 485,0            | 111                | Sorigny                 | Eric LOIZON       |
| Communauté de communes | CC Touraine-Est Vallées                    | 200073161 | 1er janvier 2017 | 10                 | 40 731 (2021)                 | 213,50           | 191                | Montlouis-sur-Loire     | Vincent MORETTE   |
| Communauté de communes | CC Touraine Ouest Val de Loire             | 200072981 | 1er janvier 2017 | 28                 | 33 100 (2021)                 | 757,90           | 44                 | Cléré-les-Pins          | Xavier Dupont     |
| Communauté de communes | CC du Val d'Amboise                        | 200043065 | 1er janvier 2014 | 14                 | 28 071 (2021)                 | 253,70           | 111                | Nazelles-Négron         | Thierry BOUTARD   |
| Communauté de communes | CC Touraine Val de Vienne                  | 200072668 | 1er janvier 2017 | 40                 | 24 820 (2021)                 | 684,30           | 36                 | Panzoult                | Christian Pimbert |
| Communauté de communes | CC Chinon, Vienne et Loire                 | 200043081 | 1er janvier 2014 | 19                 | 23 445 (2021)                 | 347,10           | 68                 | Chinon                  | Jean-Luc Dupont   |
| Communauté de communes | CC de Bléré Val de Cher                    | 243700820 | 14 décembre 2000 | 15                 | 21 624 (2021)                 | 326,30           | 66                 | Bléré                   | Vincent LOUAULT   |
| Communauté de communes | CC de Gâtine et Choisilles - Pays de Racan | 200073237 | 1er janvier 2017 | 19                 | 22 175 (2021)                 | 507,30           | 44                 | Saint-Antoine-du-Rocher | Antoine Trystram  |
| Communauté de communes | CC du Castelrenaudais                      | 243700499 | 10 juin 1996     | 16                 | 16 255 (2021)                 | 353,10           | 46                 | Château-Renault         | Brigitte DUPUIS   |

### Anciennes communautés de communes
- Communauté de communes du Bouchardais
- Communauté de communes de la Confluence
- Communauté de communes des Deux Rives
- Communauté de communes de l'Est Tourangeau
- Communauté de communes de Gâtine et Choisilles
- Communauté de communes du Grand Ligueillois
- Communauté de communes Loches Développement
- Communauté de communes de Montrésor
- Communauté de communes du pays d'Azay-le-Rideau
- Communauté de communes du pays de Bourgueil
- Communauté de communes Pays de Racan
- Communauté de communes du pays de Richelieu
- Communauté de communes de la Rive gauche de la Vienne
- Communauté de communes de Rivière-Chinon-Saint-Benoît-la-Forêt
- Communauté de communes du Véron
- Communauté de communes de Sainte-Maure-de-Touraine
- Communauté de communes de la Touraine du Sud
- Communauté de communes Touraine Nord-Ouest
- Communauté de communes du Val de l'Indre
- Communauté de communes du Vouvrillon

## Pour approfondir